# Vingätten
Ving är ett nutida konventionellt namn på en svensk medeltida frälseätt som fått sitt namn i senare tid med anledning av ättens ursprung i Södra Vings socken i Ås härad och Vingättens medlemmar använde inte namnet Ving eller Vingätten. Ätten, vilken var en av Sjuhärads främsta frälseätter, utdog innan Sveriges Riddarhus grundades 1625, varför den aldrig introducerades där som adelsätt. 
Första gången någon i ätten är omnämnd är i en inskription 1293 på Dalums kyrkklocka vilken tillägnas riddaren Tuna Anundsson. Tuna Anundsson var troligen son till Anund Tunasson. 
Anund Tunasson nämns i Erikskrönikan som folkunge, en politisk oppositionsgrupp mot Birger jarls ättlingar, och han sägs där vara av de fyra nämnda ledarna i det sista folkungaupproret 1280 mot Magnus Ladulås.
| ”               | tha waro folkunga some saman kompne ok wordho at radha thz herra ingemar gik til skadha herra jon philpusson ok herra jon karsson Ok herra Anund Tunason | „ |
| – Erikskrönikan | |   |

Tuna Anundsson var far till riksrådet och lagmannen i Värmland
Gustaf Tunasson, omnämnd från 1315 till 1357, som ägare till Fagranäs, en borg i Södra Vings socken, vilken också eskorterade heliga Birgitta till Rom. På Gustavs gravsten ses vapnet med de tre sjöbladen.
Vapenskölden med tre heraldiska sjöblad gör att ätten ordnas in bland sjöbladsätterna vilka alla hade heraldiska sjöblad i vapnet och anknytning till Södra Ving med omnejd vid 1300-talets början, och man tror därför att ättens medlemmar var släkt med de äldre Stureätterna.
När Gustav Tunassons dotter Bengta Gustavsdotter avled utslocknade ätten och ättens egendomar ärvdes vidare inom hennes mans ätt Snakenborg.